# “游隼”战术导弹系统
“游隼”战术导弹系统 (羅馬化：OTRK “Sapsan”) 是乌克兰南方设计局开发的一种战斗-战术导弹系统。该系统出口型号称为“雷霆-2”(羅馬化：“Hrim-2”)，也误为“Grim-2”。

## 历史
2018年10月19日，该导弹系统的导引头测试已经完成，它总共开发了4种导引头。

## 概述
消息人士称，该导弹出口版本的射程限制在280公里，而乌军自用的版本射程可以达到450-500公里。
该导弹的飞行不一定遵循弹道轨迹，而是也可以气动弹道进行机动。 从而做出不可预测的机动，以躲避敌人弹道导弹防御系统的拦截。 这可能有助于突破敌人的任何复杂的防空系统。它与俄国装备的伊斯坎德尔导弹具有相似的特性。

## 系统构成

### 制导系统
据称游隼导弹使用了四种导引头：
- 光电导引头
- 红外导引头
- 雷达导引头
- 多模组合制导导引头，同时使用光电，红外和雷达进行制导。

### 底盘

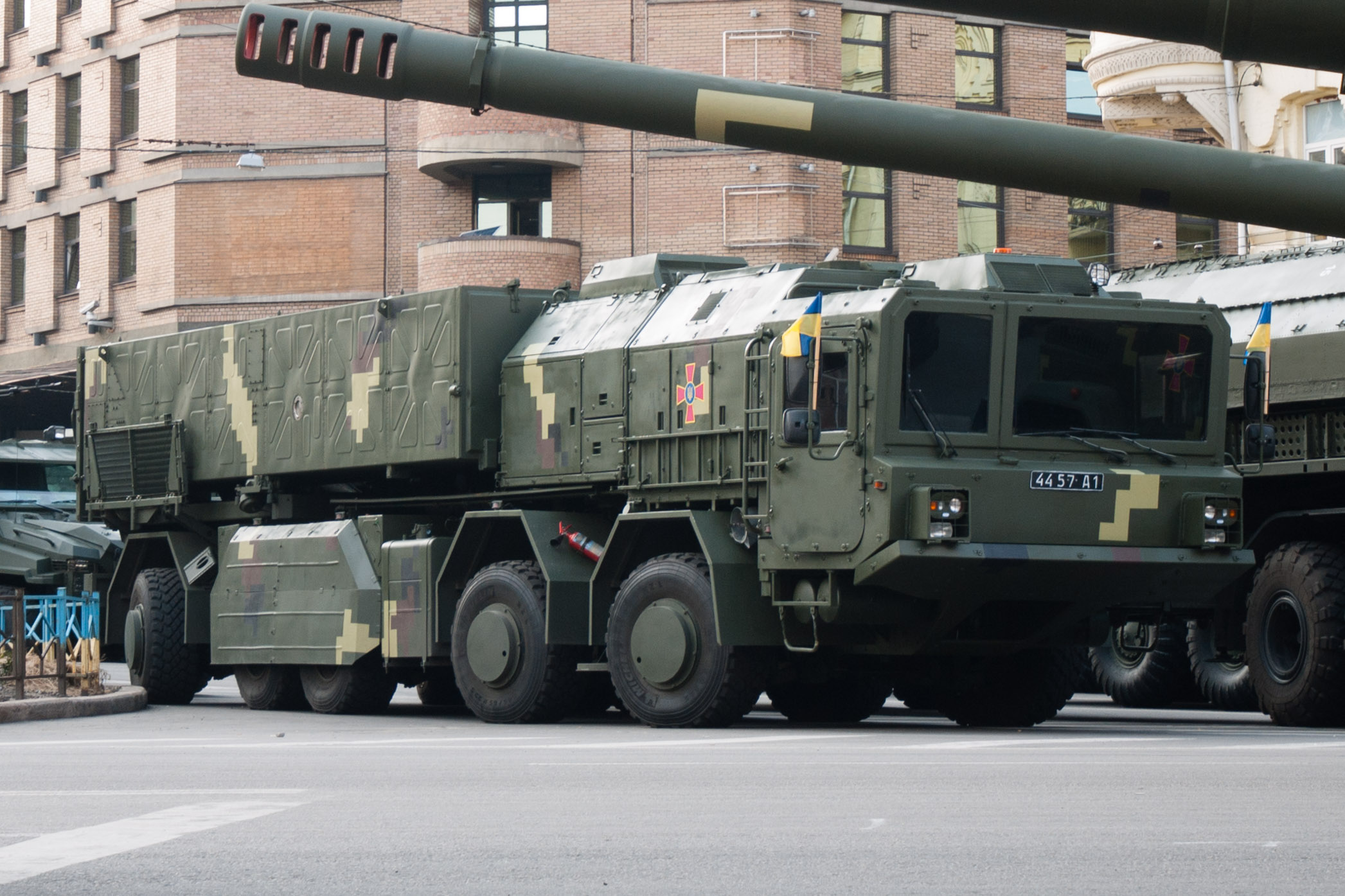
游隼导弹系统带后轮辅助转向的底盘，摄于2018年。

游隼导弹系统发射车的底盘是乌克兰制造的第一个采用10×10驱动的平台，由600马力的道依茨涡轮增压柴油机提供动力。该底盘尾部的第五个轴可以辅助转向。第3和第4轴的车轮以及排气系统被特殊的裙板遮盖，因此更难被热像仪观查到。发射车的最大速度高达90每小時（56英里每小時）。在此之前，乌克兰没有自产能够成为此类导弹系统自行式发射车的重型越野底盘的能力。此前，乌克兰制造的最大的越野底盘只有8x8的KrAZ-7634系列底盘（用于海王星反舰导弹发射车等特种车辆）。
在此之前，游隼导弹系统所需的更大的越野底盘仅由世界上少数几个国家生产。这包括白罗斯的明斯克轮式牵引车厂(MZKT),俄国的布良斯克汽车厂(BAZ)，KaMAZ，中国的万山特种车辆，德国MAN集团和一些来自美国的公司。这类底盘的供应受到严格的出口管制，由于多种原因，乌克兰军事工业无法获得这种底盘。因此，乌克兰被迫自主研发和掌握导弹底盘的生产，从而彻底摆脱了战术导弹系统研发的外部依赖。
2021年期间，曾讨论过将游隼导弹在内的乌克兰所有新研发的导弹发射车和轮式自行火炮统一改用拥有极高越野能力的太拖拉底盘，由此简化后勤工作。

## 作战使用
“游隼”战术导弹目前尚未有明确记载的作战记录。
2022年8月9日，位于乌克兰南部俄占克里米亚新费多罗夫卡的萨基海军航空兵基地突然发生多次爆炸，虽然俄国占领军起初宣称“没有航空装备受损”，爆炸是“违反消防安全规定的恶果”，但事后据行星實驗室發佈薩基空軍基地爆炸後的衛星圖像，与公开来源情报分析網站Oryx的统计，至少10架俄军的Su-30和Su-24战机被击毁，另有一些飞机受损。
乌克兰起初没有承认或否认发动了此次攻击，亦没有评论何种武器被使用，还称“乌方无法确定起火原因”，并建议俄国“注意防火规章，并注意禁止吸烟”。但据美国前海豹部队第六分队队长Chuck Pfarrer依据事后卫星照片分析，由于袭击现场出现了多个至少500磅级弹头才能造成的弹坑，故该袭击不大可能是渗透敌后的乌军特种部队所为，而应是远程导弹打击所致。9月7日，乌军总司令瓦列里·扎盧日內称萨基机场爆炸是乌军导弹打击所致。
据纽约时报援引不愿透露姓名的乌克兰官员的消息，使用了乌克兰制造的武器打击俄占萨基机场。而与此同时美国也否认向乌克兰提供了MGM-140 陸軍戰術導彈系統(ATACMS)。然而乌军已公开装备的GMLRS制导火箭和圆点-U战术导弹射程均不足以击中这一目标，这使得社交网站上很多人怀疑乌克兰使用了“游隼”战术导弹系统或是海王星反舰导弹发动了这次袭击。
2025 4月19日 , 俄罗斯国防部发布消息称，俄罗斯武装力量对乌克兰“游隼”导弹系统试验场和防区覆盖该试验场的挪威制造的防空导弹系统“国家先进地空导弹系统”（NASAMS）进行了集群打击，目标被摧毁。

## 图集

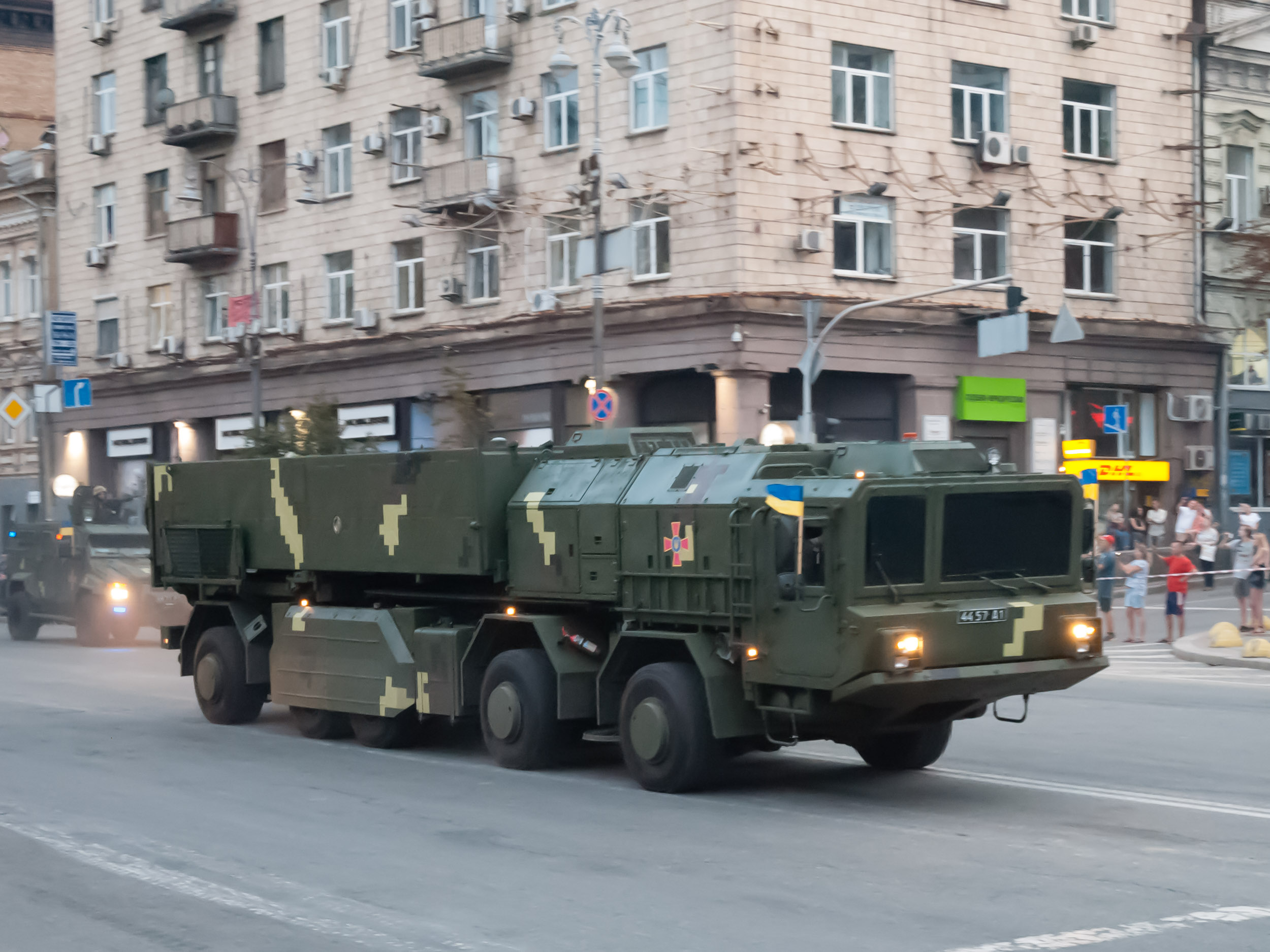
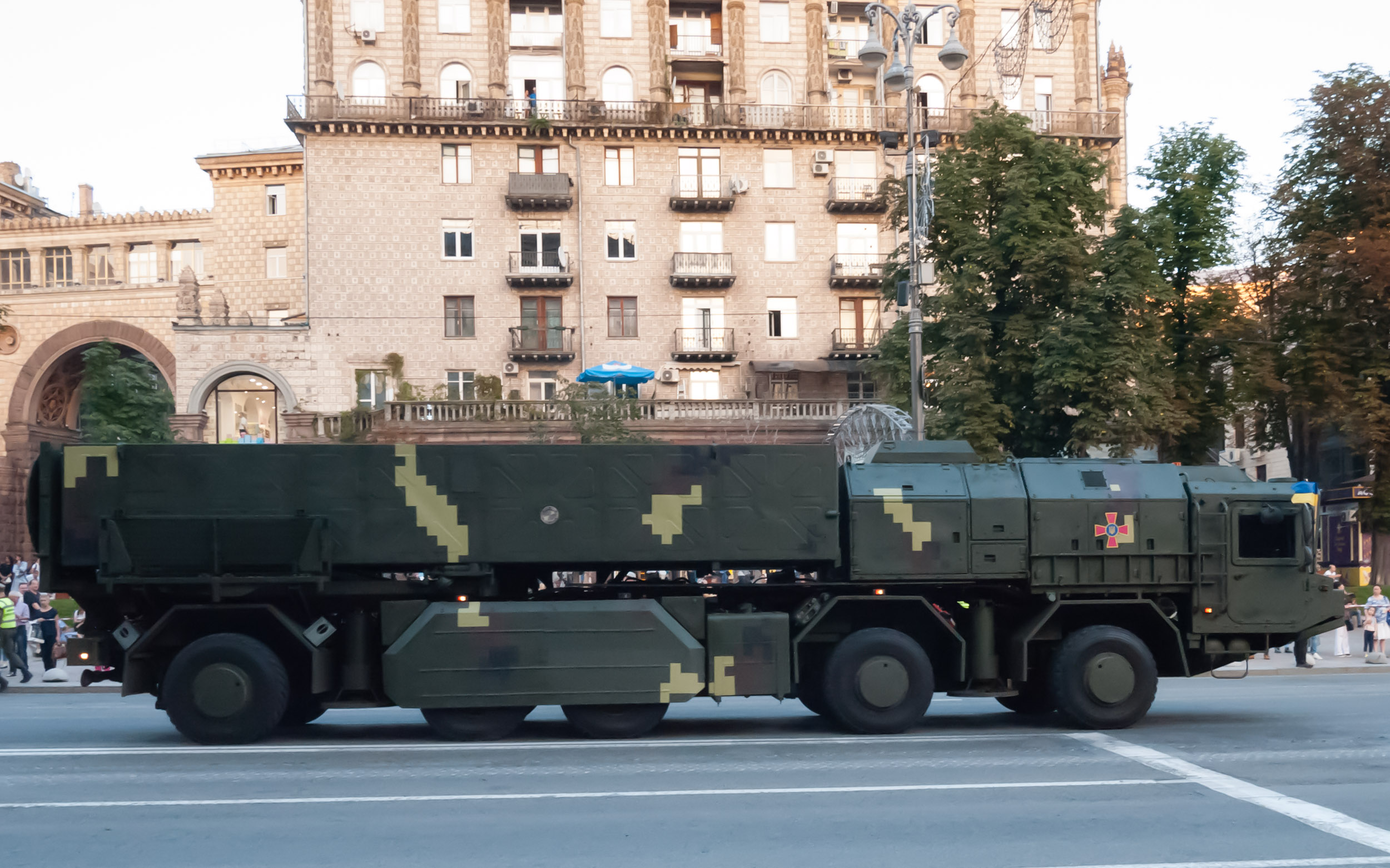
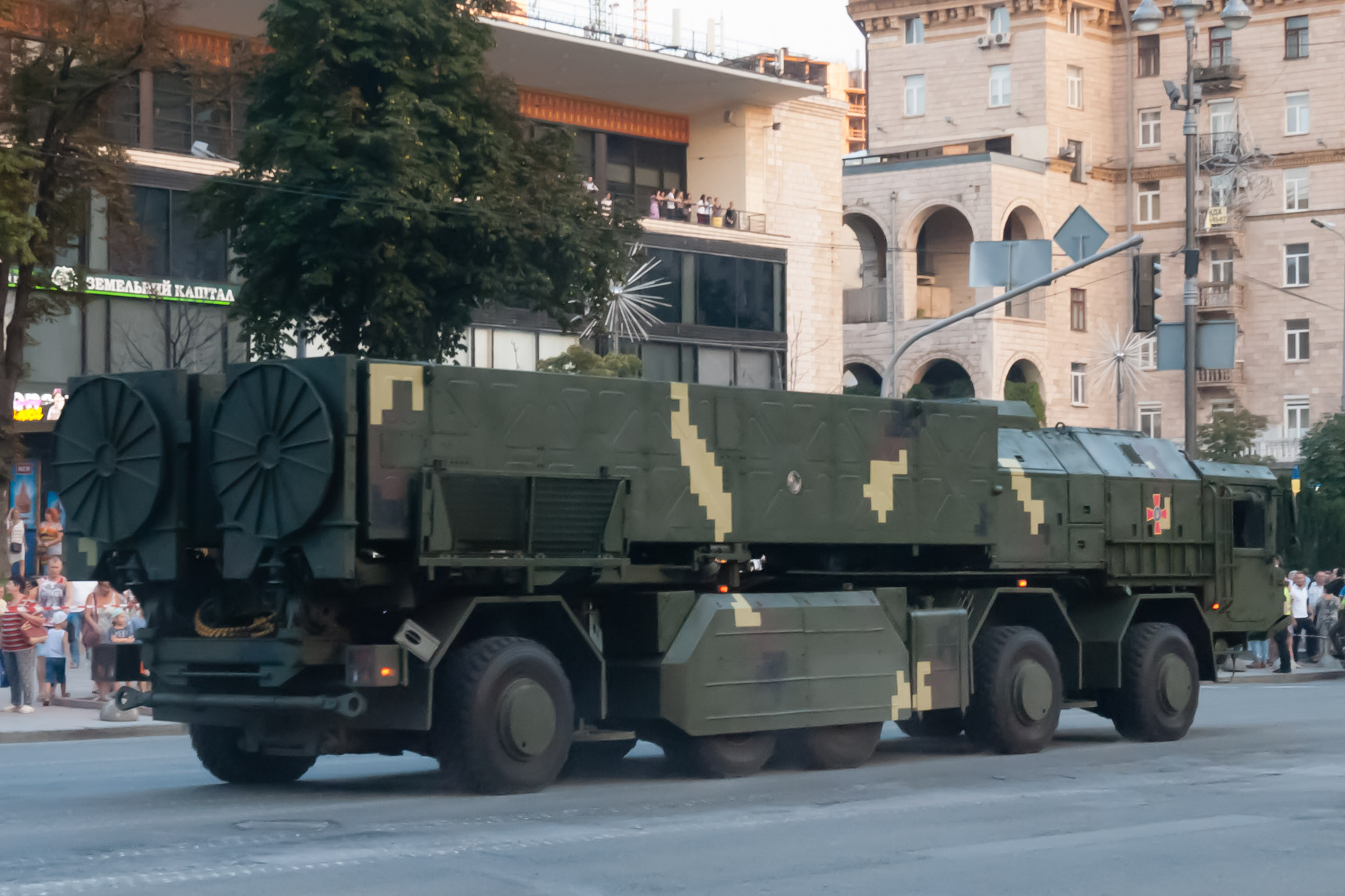
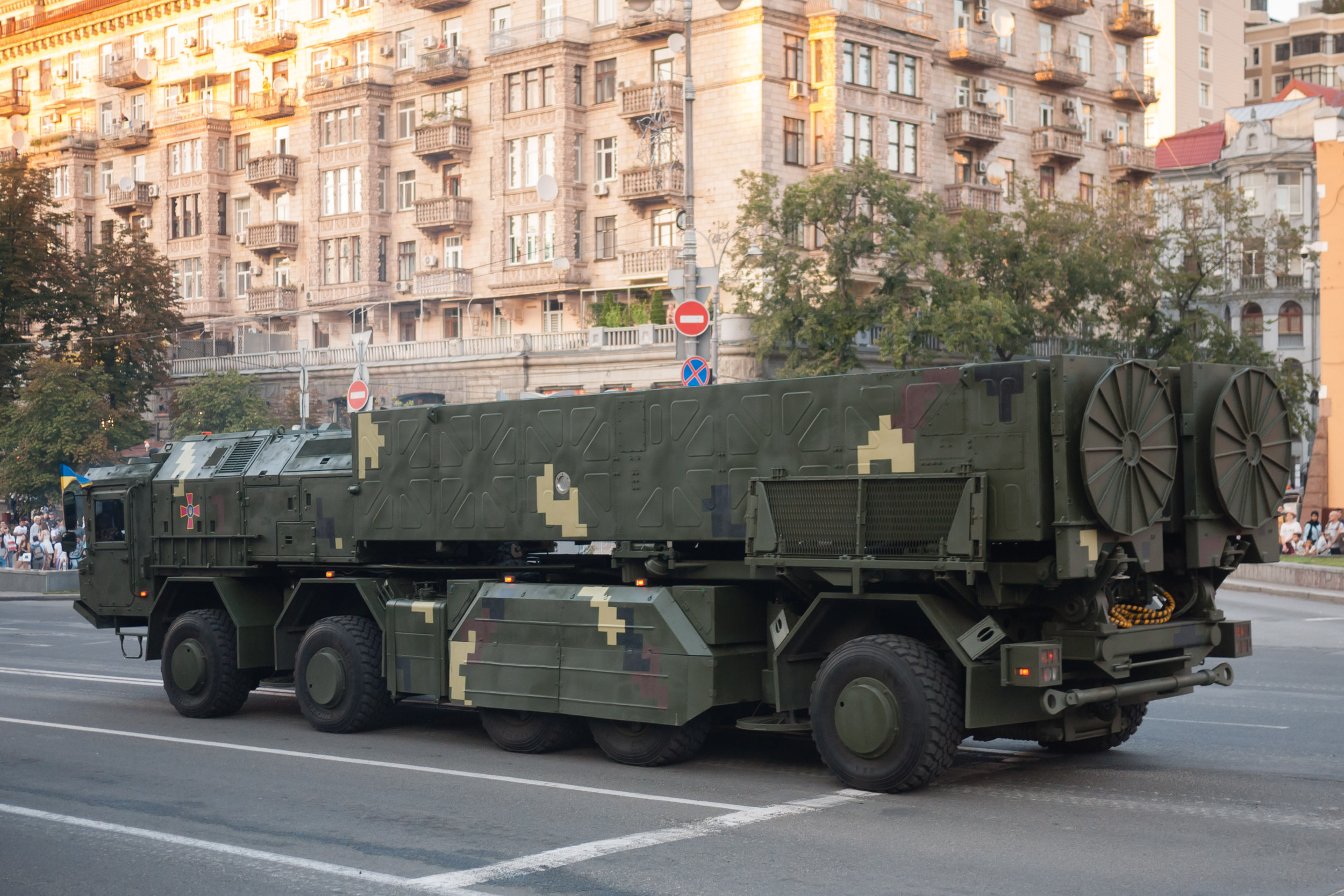
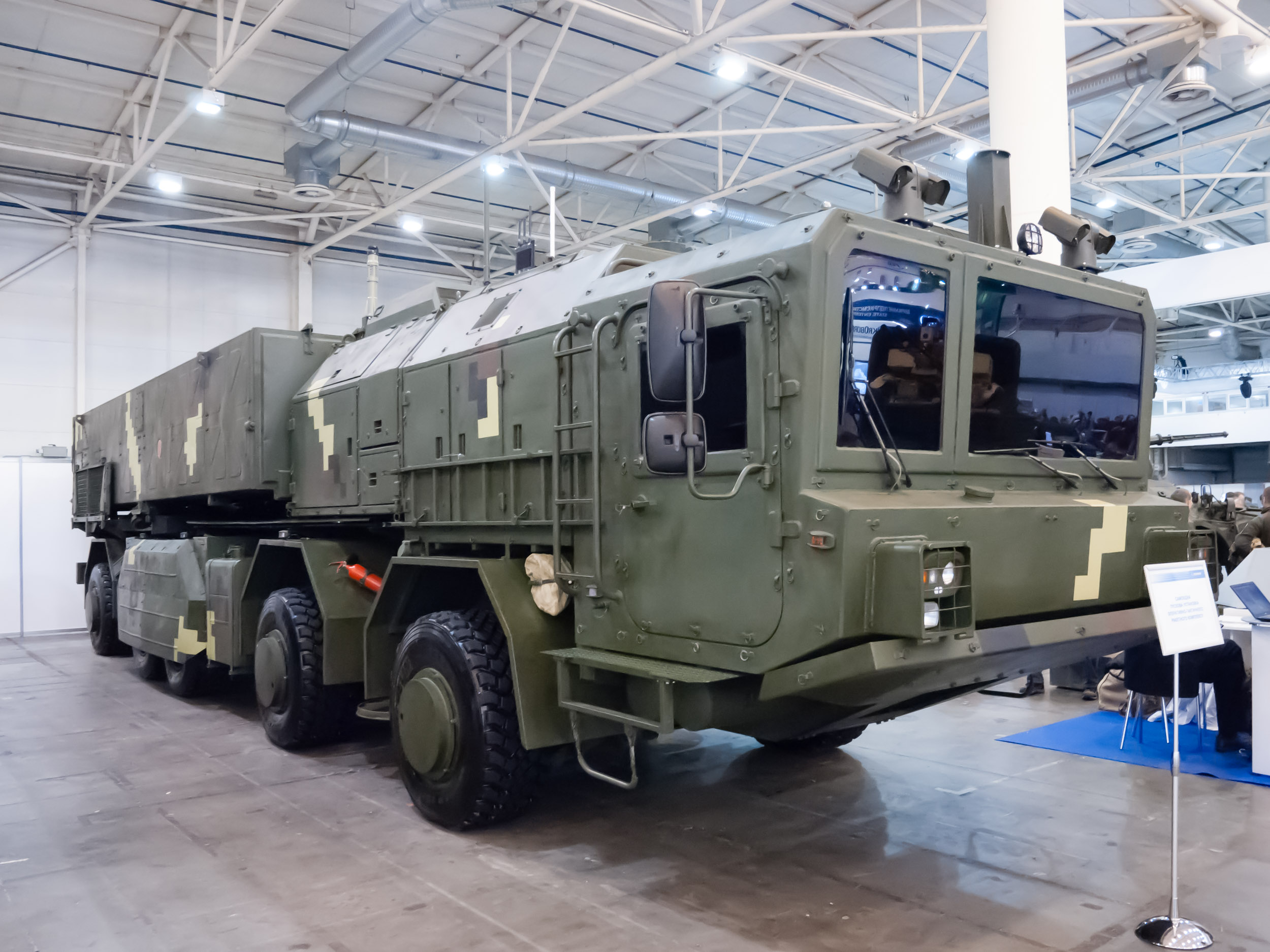
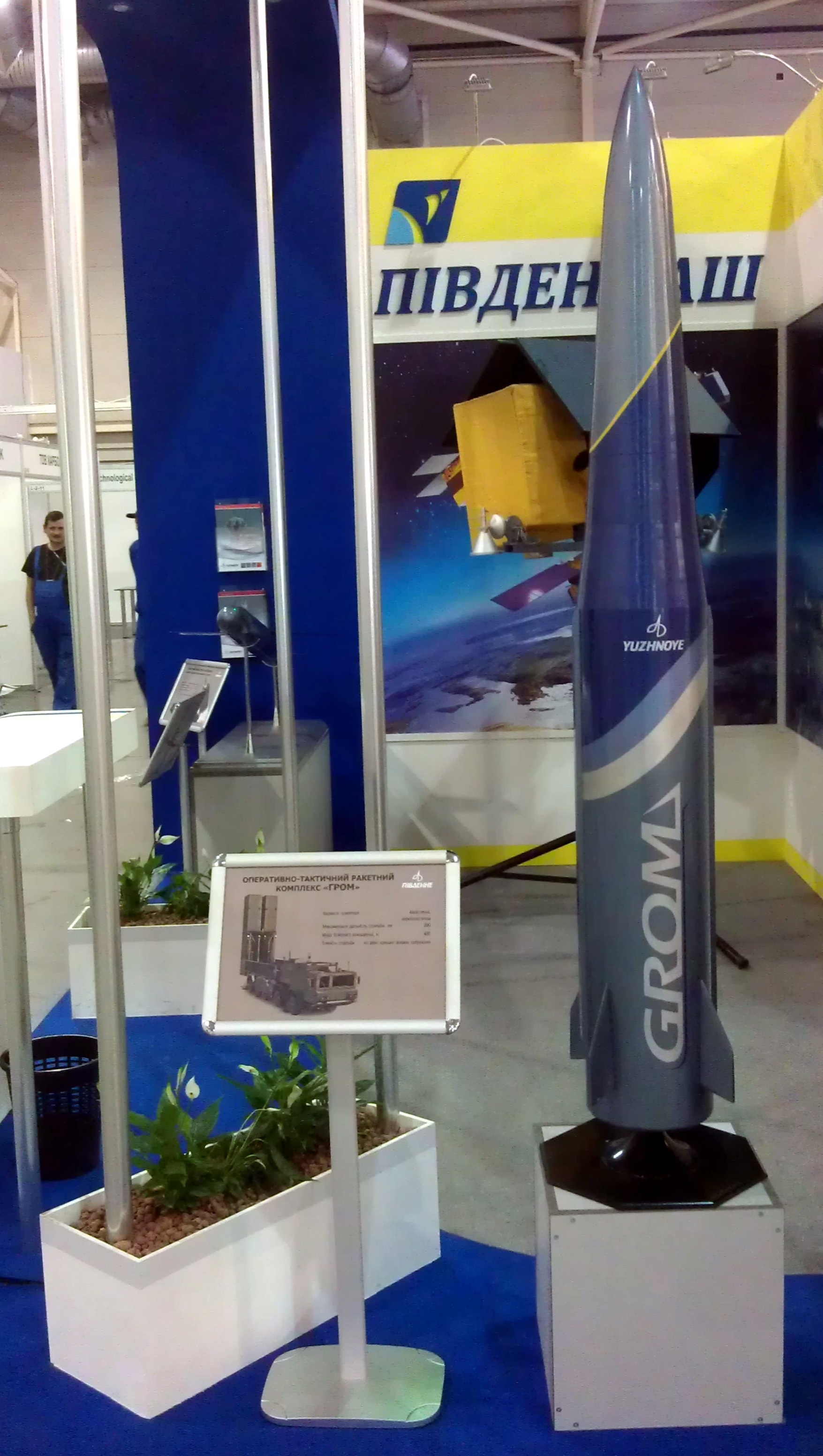

## 技术指标
根据乌克兰军事门户网站：
射程：
- 最小射程：50 km（31 mi）
- 最大射程：280 km（170 mi）（出口版限制）500 km（310 mi）（乌克兰自用版）